# Associazione Sportiva Cittadella Padova 2002-2003
Questa pagina raccoglie le informazioni riguardanti l'Associazione Sportiva Cittadella Padova, nella stagione sportiva 2002-2003.

## Stagione
Nella stagione 2002-2003 il Cittadella retrocesso nel terzo livello del calcio nazionale, disputa il girone A del campionato di Serie C1, dove raccoglie 47 punti, che valgono il settimo posto finale, a quattro punti dai Play-off. Il torneo ha promosso direttamente il Treviso, mentre l'Albinoleffe è salito in Serie B vincendo i Play-off. Il Cittadella, riparte dal tecnico Rolando Maran, promosso dopo essere stato il secondo allenatore la stagione scorsa, alle spalle di Ezio Glerean in Serie B, ottiene 21 punti nel girone di andata e 26 nel girone di ritorno. La squadra granata partecipa anche alla Coppa Italia Tim Cup inserita nel gruppo 3 di qualificazione, vinto dalla Triestina. In seguito nei sedicesimi della Coppa Italia di Serie C il Cittadella viene eliminato nel doppio confronto dal Sudtirol (4-5) dopo i calci di rigore.

## Rosa
| N. |                      | Ruolo | Calciatore          |
| -- | -------------------- | ----- | ------------------- |
|    | Italia (bandiera)    | P     | Roberto Pavesi      |
|    | Italia (bandiera)    | P     | Renato Redaelli     |
|    | Italia (bandiera)    | D     | Edoardo Bonetto     |
|    | Italia (bandiera)    | D     | Simone Borriero     |
|    | Italia (bandiera)    | D     | Marco Esposito      |
|    | Italia (bandiera)    | D     | Simone Farina       |
|    | Italia (bandiera)    | D     | Antonio Giosa       |
|    | Benin (bandiera)     | D     | Damien Chrysostome  |
|    | Argentina (bandiera) | D     | Leonardo Ariel Orsi |
|    | Italia (bandiera)    | D     | Christian Ottofaro  |
|    | Italia (bandiera)    | D     | Andrea Turato       |
|    | Italia (bandiera)    | D     | Davide Zanon        |
|    | Italia (bandiera)    | C     | Enrico Maria Amore  |

| N. |                    | Ruolo | Calciatore         |
| -- | ------------------ | ----- | ------------------ |
|    | Italia (bandiera)  | C     | Davide Carteri     |
|    | Italia (bandiera)  | C     | Pietro De Giorgio  |
|    | Italia (bandiera)  | C     | Giulio Fontana     |
|    | Italia (bandiera)  | C     | Giulio Giacomin    |
|    | Italia (bandiera)  | C     | Alberto Marchesan  |
|    | Italia (bandiera)  | C     | Achille Mazzoleni  |
|    | Italia (bandiera)  | C     | Roberto Musso      |
|    | Italia (bandiera)  | C     | Marco Scarpa       |
|    | Romania (bandiera) | A     | Mihai Baicu        |
|    | Italia (bandiera)  | A     | Stefano Dall'Acqua |
|    | Italia (bandiera)  | A     | Joachim De Gasperi |
|    | Italia (bandiera)  | A     | Luca Riberto       |
|    | Italia (bandiera)  | A     | Alessandro Sgrigna |

## Risultati

### Campionato

#### Girone di andata
| Arbitro: | Sacco (Civitavecchia) |

|  |           |                                  |
|  | Marcatori | 49’ (rig.) Gasparetto 81’ Bonura |

| Reggio Emilia 8 settembre 2002 2ª giornata | Reggiana            | 0 – 0 | Cittadella | Stadio Giglio\| Arbitro: \| D'Aguanno (Marsala) \| |
| Arbitro:                                   | D'Aguanno (Marsala) |       |            |                                                    |

| Arbitro: | Ferraro (Crotone) |

|                                      |           |               |
| Dall'Acqua 22’, 29’ Amore 39’ (rig.) | Marcatori | 80’ Dall'Igna |

| Arbitro: | M. Mazzoleni (Bergamo) |

|                                                          |           |                |
| Chiaretti 44’ Myrtaj 57’ Biondini 73’ Zanon 90+1’ (aut.) | Marcatori | 88’ Dall'Acqua |

| Arbitro: | Damato (Barletta) |

|  |           |                 |
|  | Marcatori | 4’ (rig.) Centi |

| Arbitro: | Marti (Modena) |

|                            |           |               |
| Dell'Acqua 25’, 59’ (rig.) | Marcatori | 28’ Pinamonte |

| Arbitro: | Castagneri (Torino) |

|                    |           |                 |
| Stroppa 49’ (rig.) | Marcatori | 64’ D'All'Acqua |

| Cittadella 20 ottobre 2002 8ª giornata | Cittadella             | 0 – 0 | Pro Patria | Stadio Piercesare Tombolato\| Arbitro: \| M. Mazzoleni (Bergamo) \| |
| Arbitro:                               | M. Mazzoleni (Bergamo) |       |            |                                                                     |

| Arbitro: | Cigalotti (Milano) |

|                 |           |                |
| Banchelli 90+7’ | Marcatori | 49’ Dall'Acqua |

| Cittadella 3 novembre 2002 10ª giornata | Cittadella          | 0 – 0 | Lucchese | Stadio Piercesare Tombolato\| Arbitro: \| Vicinanza (Albenga) \| |
| Arbitro:                                | Vicinanza (Albenga) |       |          |                                                                  |

| Arbitro: | Giannoccaro (Lecce) |

|                                                    |           |                       |
| Ginestra 24’ (rig.) Ferronato 55’ Pietranera 90+1’ | Marcatori | 14’ Scarpa 83’ Turato |

| Arbitro: | Ferraro (Crotone) |

|                       |           |            |
| Scarpa 80’ Turato 82’ | Marcatori | 7’ Bonazzi |

| Arbitro: | Romeo (Verona) |

|                                |           |           |
| Ganci 41’ Gallo 53’ Foggia 71’ | Marcatori | 61’ Amore |

| Arbitro: | Fiori (Perugia) |

|  |           |                |
|  | Marcatori | 64’ Varricchio |

| Arbitro: | Zanardo (Conegliano) |

|  |           |                |
|  | Marcatori | 71’ Dall'Acqua |

| Arbitro: | Saveri (Viterbo) |

|                |           |  |
| Dall'Acqua 56’ | Marcatori |  |

| Arbitro: | Landolfo (Frattamaggiore) |

|                |           |                |
| Fiumicelli 86’ | Marcatori | 70’ Dall'Acqua |

#### Girone di ritorno
| Arbitro: | Forconi (Aprilia) |

|                           |           |                |
| Padoin 79’ Gasparetto 82’ | Marcatori | 70’ Dall'Acqua |

| Arbitro: | Crugliano (Crotone) |

|                          |           |  |
| Baicu 6’ M. Esposito 55’ | Marcatori |  |

| Arbitro: | Saveri (Viterbo) |

|            |           |                               |
| Pisano 43’ | Marcatori | 30’ Dall'Acqua 84’ De Gasperi |

| Arbitro: | Squillace (Catanzaro) |

|                     |           |  |
| Zanon 51’ Amore 73’ | Marcatori |  |

| Lumezzane 2 febbraio 2003 22ª giornata | Lumezzane             | 0 – 0 | Cittadella | Nuovo Stadio Comunale\| Arbitro: \| Di Renzo (Ostia Lido) \| |
| Arbitro:                               | Di Renzo (Ostia Lido) |       |            |                                                              |

| Arbitro: | Lops (Torino) |

|  |           |            |
|  | Marcatori | 26’ Farina |

| Arbitro: | Iannone (Napoli) |

|  |           |                            |
|  | Marcatori | 61’ De Martin 71’ Liolidis |

| Busto Arsizio 2 marzo 2003 25ª giornata | Pro Patria        | 0 – 0 | Cittadella | Stadio Carlo Speroni\| Arbitro: \| Damato (Barletta) \| |
| Arbitro:                                | Damato (Barletta) |       |            |                                                         |

| Arbitro: | Giachero (Pinerolo) |

|                                      |           |              |
| Sgrigna 3’ De Gasperi 39’ Scarpa 79’ | Marcatori | 11’ Di Rocco |

| Arbitro: | C. Rubino (Salerno) |

|                                                  |           |            |
| Carruezzo 52’ Zanon 65’ (aut.) Turato 69’ (aut.) | Marcatori | 31’ Scarpa |

| Arbitro: | Carlucci (Molfetta) |

|           |           |                |
| Zanon 13’ | Marcatori | 50’ Pietranera |

| Arbitro: | Barbirati (Ferrara) |

|                           |           |                                            |
| Bonazzi 11’ Espinal 90+3’ | Marcatori | 8’ De Gasperi 43’ Carteri 48’, 79’ Sgrigna |

| Arbitro: | Tonolini (Milano) |

|             |           |                  |
| Sgrigna 14’ | Marcatori | 28’ (rig.) Gallo |

| Arbitro: | P.S. Mazzoleni (Bergamo) |

|                         |           |  |
| Ambrosi 68’ Capuano 89’ | Marcatori |  |

| Arbitro: | Ioseffi (Siena) |

|                                    |           |                        |
| Dall'Acqua 52’, 69’ De Gasperi 75’ | Marcatori | 15’, 63’, 90+5’ Artico |

| Arbitro: | Pantana (Macerata) |

|                  |           |  |
| Zanon 11’ (aut.) | Marcatori |  |

| Arbitro: | Italiani (L'Aquila) |

|                        |           |  |
| Marchesan 10’ Orsi 80’ | Marcatori |  |

### Coppa Italia Tim Cup

#### Gruppo 3
| Arbitro: | Girardi (San Donà di Piave) |

|                                             |           |           |
| Turato 31’ Amore 66’ (rig.) Ghirardello 85’ | Marcatori | 47’ Gallo |

| Arbitro: | Messina (Bergamo) |

|              |           |  |
| M. Vieri 24’ | Marcatori |  |

| Trieste 8 settembre 2002 3ª giornata | Triestina       | 0 – 0 | Cittadella | Stadio Nereo Rocco\| Arbitro: \| Treossi (Forlì) \| |
| Arbitro:                             | Treossi (Forlì) |       |            |                                                     |

### Coppa Italia di Serie C

#### Sedicesimi fi finale
| Arbitro: | Marchesi (Bergamo) |

|                         |           |             |
| Zecchin 84’ Noselli 86’ | Marcatori | 90+2’ Baicu |

| Arbitro: | Masin (Cervignano del Friuli) |

|                                      |                      |                                                |
| Scarpa 9’, 86’                       | Marcatori            | 52’ Gragnaniello                               |
| Scarpa Farina Giosa Baicu De Giorgio | Tiri di rigore 4 – 5 | Zecchin Chiopris Gori Merzek Noselli Gervasoni |